# Szudéták
Szudéták (németül Sudeten, csehül és lengyelül Sudety; csehül Krkonošsko-jesenická subprovincie) egy közép-európai hegységlánc, amely Németország déli részétől, Lengyelország délnyugati és Csehország északi részén magasodik. Legmagasabb pontja az 1602 méteres (csehül) Sněžka (lengyelül Śnieżka), amely az Óriás-hegységben (csehül Krkonoše, lengyelül Karkonosze) található a cseh-lengyel határon.
Az Óriás-hegység az elmúlt tíz évben a téli sportok szerelmeseinek kedvelt helye, a síelők számára az Alpok alternatívája lett.

## Nevének eredete
A leggyakoribb magyarázat szerint a szó kelta eredetű és a jelentése ’vadkanok erdeje’. Más érvelés alapján a szó az ógermán ’erdő’ szóból (Sudtha) ered. A szó már az ókorban megjelent, például Klaudiosz Ptolemaiosz térképen, azonban nem bizonyított, hogy ugyanezen területet jelölte.

## Vonulatai
- Keleti-Szudéták
  - Arany-hegység

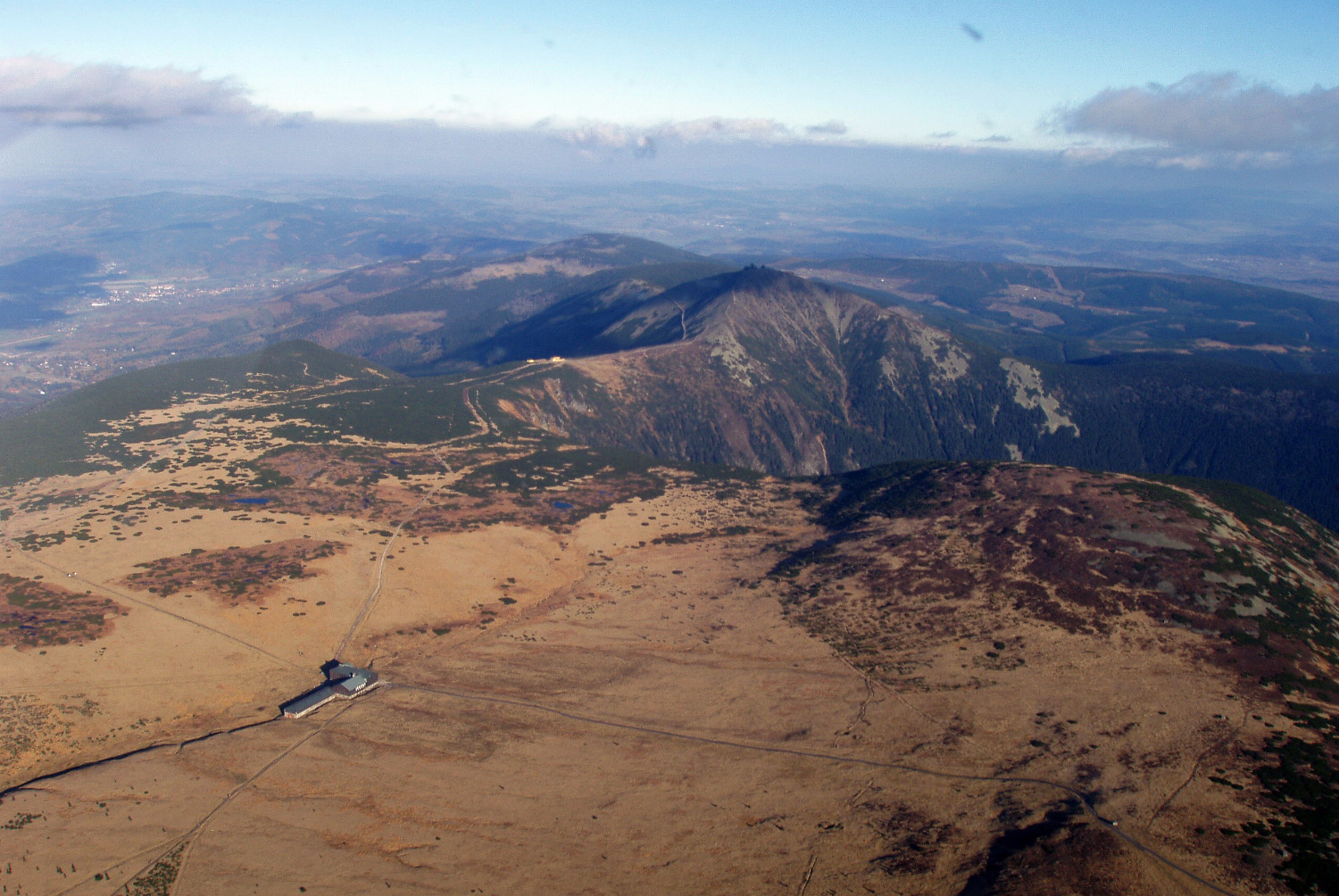
Légifotó a Sněžkáról

  - Jeszenik-hegység (Altvater-hegység; csúcsː Praděd, 1491 m)
  - Opawskie-hegység
  - Śnieżnik-hegység (Glatzi-hegység)
- Közép-Szudéták
  - Bardzkie-hegység
  - Bystrzyckie-hegység
  - Orlické-hegység (csúcsː Velká Deštná, 1115 m)
- Nyugati-Szudéták
  - Ještěd-Kozákov hágó
  - Jizera-hegység (Iser-hegység)
  - Kaczawskie-hegység
  - Óriás-hegység (Krkonoše / Karkonosze; csúcsː Sněžka, 1603 m)
  - Lusatian-hegység
  - Janowicki-érchegység (Rudawy Janowickie)
  - Luzsicei-hegység
  - Lausitzer Bergland

## Települései
| Név                | Ország        | Népesség |  |
| Wałbrzych          | Lengyelország | 123 000  |  |
| Liberec            | Csehország    | 105 000  |  |
| Jelenia Góra       | Lengyelország | 85 000   |  |
| Jablonec nad Nisou | Csehország    | 45 000   |  |
| Zittau             | Németország   | 29 000   |  |
| Kłodzko            | Lengyelország | 28 000   |  |
| Šumperk            | Csehország    | 27 000   |  |
| Krnov              | Csehország    | 25 000   |  |
| Náchod             | Csehország    | 21 000   |  |
| Bruntál            | Csehország    | 17 000   |  |
| Vrchlabí           | Csehország    | 13 000   |  |
| Kowary             | Lengyelország | 12 000   |  |
| Jeseník            | Csehország    | 12 000   |  |
| Frýdlant           | Csehország    | 8 000    |  |
| Szklarska Poręba   | Lengyelország | 7 000    |  |
| Karpacz            | Lengyelország | 5 000    |  |
| Harrachov          | Csehország    | 1 700    |  |
| Špindlerův Mlýn    | Csehország    | 1 200    |  |

## Lásd még
- Szilézia
- Szudétavidék
- Szudétanémetek